# Landkreis Harburg
Landkreis Harburg är ett distrikt (Landkreis) i det tyska förbundslandet Niedersachsen, beläget söder om Hamburg.

## Administrativ indelning
I förvaltningsrättslig mening finns i modern tid ingen skillnad mellan begreppet Stadt (stad) gentemot Gemeinde (kommun).

### Einheitsgemeinden
| - Buchholz in der Nordheide (stad) - Neu Wulmstorf | - Rosengarten - Seevetal | - Stelle | - Winsen (Luhe) (stad) |

### Samtgemeinde
| - Samtgemeinde Elbmarsch - Samtgemeinde Hanstedt | - Samtgemeinde Hollenstedt - Samtgemeinde Jesteburg | - Samtgemeinde Salzhausen | - Samtgemeinde Tostedt |